# Milan Kopřiva
Milan Kopřiva (22. listopadu 1929 Brno – 9. ledna 1997 Mariánské Lázně) byl český typograf a knižní grafik.

## Životopis
Pocházel z učitelské rodiny. V letech 1948–1953 studoval Vysokou školu uměleckoprůmyslovou v Praze v ateliéru profesora Antonína Pelce, kde pokračoval ještě do roku 1955.
Po skončení školy do roku 1963 pracoval jako výtvarný redaktor deníku Rudé právo, 1963–1965 byl zaměstnán v ČTK jako grafický úpravce nového časopisu 100+1 zahraniční zajímavost. Od roku 1965 byl v svobodném povolání. 
Graficky upravil asi 700 knih a zhotovil desítky plakátů, katalogů a příležitostných tisků. Je autorem podoby většiny knih pro mládež z Edice 13 nakladatelství Mladá fronta. Za svou práci obdržel řadu cen. Úzce spolupracoval s předními českými a slovenskými grafiky (Adolf Born, Zdeněk Mézl, Václav Kabát, Zdeňka Táborská-Kabátová, Vladimír Suchánek, Oldřich Kulhánek, Adolf Absolon, Zdeněk Majzner, Jiří Běhounek, František Skála, František Skála ml., Ervín Urban, Miroslav Barták aj.), fotografy (Josef Koudelka, Miroslav Hucek, Alexandr Paul aj.) a dalšími osobnostmi československé a později české kultury (Petr Hora-Hořejš aj.).

## Divadelní plakáty a programy
Od konce 60. let do 80. let pracoval často ve dvojici s Pavlem Bromem, vytvořili spolu sérii unikátních černobílých divadelních plakátů a stejně graficky k nim upravili sérii divadelních programů s foto-grafickými kolážemi historických typografických motivů, knižních značek a ornamentů z 19. století a z období secese, v letech 1967-1971 pro Divadlo za branou (Lorenzaccio, Zelený papoušek/Hodina lásky, Oidipus/Antigona, Ivanov, Tři sestry, Provaz o jednom konci, Lásky hra osudná), a od roku 1969 pro Semafor (Kytice, Jonáš a doktor Matrace, Básníci a sedláci, Revizor v šantánu; Šimek-Grossmann: Othello, Besídka zvláštní školy, Besídka v rašeliništi), dále pro Na zábradlí a divadlo Járy Cimrmana. Tyto grafické návrhy byly reprodukovány také v časopise Repertoár malé scény.
Několik set těchto motivů Kopřiva v roce 1981 vydal v knize Typoornamenty, která se během 10 let dočkala tří vydání.

## Knižní úpravy (výběr)
- Člověk — Jan Beneš — ilustrace Adolf Absolon, Jiří Běhounek, Pavel Dvorský, Jan Kavan, Oldřich Kulhánek, Zdeněk Majzner, Petr Melan, Hana Storchová a Vojtěch Štolfa, 344 strany, Mladá fronta, 1994
- České korunovační klenoty — Karel Šiktanc a Ivo Hlobil — foto Barbara Hucková, Miroslav Hucek, Alexandr Paul a Prokop Paul, 72 strany, Pluto, Pražské nakladatelství Jiřího Poláčka pro Kancelář prezidenta republiky, 1993
- Synové velké medvědice  — Elisabeth Charlotte Henrichová, (s Pavlem Bromem), Mladá fronta, 1971
- Volání divočiny — Jack London — ilustrace Milan Hůrka, foto František Heřman, 206 stran, Svoboda, 1990
- Besídka bývalých žáků zvláštní školy — Miloslav Šimek, Jiří Grossmann a Jiří Krampol — ilustrace Václav Kabát, foto Miroslav Hucek, 255 stran, Melantrich, 1990
- Výstup na Eiger — Ota Pavel — ilustrace Adolf Born, 269 stran, Olympia, 1989
- Historie psaná zlatem — Josef Klomínský a Jaroslav Pacovský — ilustrace Michal Brix a Adolf Absolon, foto Alexandr Paul, Prokop Paul a Antonín Weiser, 167 stran, Svoboda, 1988
- Tajný deník Adriana Molea — Sue Townsend — ilustrace Václav Kabát, 158 stran, Edice 13, svazek 182, Mladá fronta, 1988
- Život — Jan Buchar, Jaroslav Drobník, Emil Hadač, Jan Janko, Jan Květ, Jan Lellák a Zbyněk Roček — ilustrace Adolf Absolon, Jiří Běhounek, Milan Hůrka, Oldřich Kulhánek, František Skála ml., Hana Storchová a Ervín Urban, 480 stran, Mladá fronta, 1987
- Afrika: život a smrt zvířat — Josef Vágner — ilustrace Eva Hašková, Jiří Běhounek a Miloš Váňa, 228 stran, Svoboda, 1987
- Řemesla našich předků — Miroslav Janotka a Karel Linhart — ilustrace František Skála ml., 208 stran, Svoboda, 1987
- Daleká cesta za domovem — Richard Adams — ilustrace Jiří Běhounek, 424 strany, Edice 13, svazek 167, Mladá fronta, 1986
- Planeta Země — Petr Jakeš — ilustrace Adolf Absolon, Vladimír Novák, František Skála ml. a Karel Vilgus, foto Miroslav Prokš, Věra Matějková, Božena Matoulková, Martin Milfort, Milan Fišera, Zdeněk Ceplecha, František Holub, Petr Jakeš, Marta Jakešová, Milada Einhornová a Erich Einhorn, 413 stran, Mladá fronta, 1984
- Jak vytrhnout velrybě stoličku — Marie Poledňáková — ilustrace Zdeněk Smetana, 127 stran, Edice 13, svazek 153, Mladá fronta, 1984
- Dobré a ještě lepší jitro — František Nepil — ilustrace Miroslav Barták, 247 stran, Novinář, 1983
- Příběhy s tajemstvím — /Jan Adam/ — ilustrace Oldřich Kulhánek, 150 stran, Československý spisovatel, 1981
- Vesmír — Jiří Grygar, Zdeněk Horský a Pavel Mayer — kresby Ervín Urban a Vladimír Novák, foto Josef Kohout, 464 strany, Mladá fronta, 1979
- Ze Země na Měsíc — Jules Verne — ilustrace Vladimír Novák, 199 stran, Mladá fronta, 1979
- Vzbouřenci z Bounty — Richard Hough — ilustrace Adolf Born, 334 strany, Panorama, 1979
- Gargantua a Pantagruel — François Rabelais — ilustrace Miroslav Cipár, 283 strany, Tatran, 1979
- Potopa (I+II) — Henryk Sienkiewicz — ilustrace Jiří Běhounek, 503+413 stran, Svoboda, 1977
- Cesta do země Mašukulumbů — Emil Holub — ilustrace Václav Kabát a Zdeňka Táborská, 270 stran, Mladá fronta, 1973
- Co to je teorie relativity — Lev Davidovič Landau a Jurij Borisovič Rumer — ilustrace Jaroslav Malák, 79 stran, Albatros, 1972
- Knoflíková válka: román mého dvanáctého roku — Louis Pergaud — ilustrace Jindřich Kovařík, 228 stran, Edice 13, svazek 20, Mladá fronta, 1968
- Kolo inspirace: ruská básnická moderna — Václav Daněk a Hana Vrbová — ilustrace René Murat, 357 stran, Svět sovětů, 1967